# Kalmar högre allmänna läroverk
Kalmar högre allmänna läroverk var ett läroverk i Kalmar verksamt från 1849 till 1968.
Skolbyggnaden var och ärr belägen i centrala Kalmar, nära Fredriksskans IP. Den imposanta byggnaden med två flyglar och fristående gymnastiksal är ett dominerande inslag i stadsbilden vid kanalen.
Huvudbyggnaden är ritad av Ragnar Östberg och byggd 1933. En freskomålning i trapphuset är målad av Prins Eugén. Ovanför huvudentrén står ett Jesus-citat från Bibeln: ”Sanningen skall göra eder fria” (Joh 8:32). Den stora aulan, med inbyggd orgel, har takmålningar av Einar Forseth med motiv ur Kalmars historia och har ofta använts som konsertsal. Här har bland andra den ryskfödde pianisten Vladimir Asjkenazi gett konsert.

## Historia
Skolan kan räkna medeltida ursprung ända från 1200-talet.
En "skolamestare" omtalas dock i dokument först 1430 och "skolastuven" 1445. Skolhuset låg vid denna tid vid den gamla bykyrkan i närheten av Kalmar slott. 1623 lät Jonas Rothovius inrätta ett lektorat i teologi vid skolan, som därmed upphöjdes till "collegium" eller halvt gymnasium. Undervisningen vid kollegiet skiljdes genom skolordningen 1649 från undervisningen vid trivialskolan, även om båda skolorna kom att inrymmas tillsammans. Collegiet antog 1652 namnet Collegium Carolo-Gustavianum sedan tronföljaren Karl Gustav anslagit medel till ett lektorat i latin och historia. Vid samma tid fanns även ett lektorat i latin och grekiska.
Skolundervisningen påverkades dock av de ständiga krigen, under Kalmarkriget måste skolan sedan hela Kalmar bränts flyttas till Vimmerby där den stannade under 2 1/2 års tid. Det nya skolhuset brann 1647 och sedan ett nytt uppförts 1651 måste det redan 1657 rivas sedan Karl X Gustav beslutat att flytta staden till Kvarnholmen. Under en tid befann sig skolan i en liten byggnad i hörnet mellan Västra Sjögatan och Norra Långgatan, som även fungerade som gudstjänstlokal under bygget av Kalmar domkyrka. 1694 kunde man dock flytta in i ett nytt skolhus i hörnet mellan Stortorget och Norra Långgatan, samma tomt där skolan kom att förbli fram till 1933.
Från omkring 1690 kom skolan att räknas som fullständigt gymnasium. 1698 inrättades ett lektorat i matematik och 1724 ett femte i historia och moral. Ett sjätte i naturkunnighet tillkom i början av 1800-talet och på 1840-talet ett i främmande levande språk. Trivialskolan fungerade som en fyraårig bottenskola för gymnasiet, men innehöll en ettårig räkne- eller skrivarklass för de som inte tänkte fortsätta studera utan skulle börja arbeta inom handelsmannayrken. 1820 omdöptes trivialskolan till högre lärdomsskola och skrivarklassen gjordes tvåårig som Apologistskola. De båda skolorna kom tillsammans att räknas som ett elementarläroverk, och från 1849 slogs de samman med gymnasiet till ett högre elementarläroverk.
1800 förstördes en stor del av Kalmar, inklusive skolhuset i en stadsbrand. Under en tid därefter inrymdes skolan på rådhusvinden, men flyttades 1805 till Schröderska huset som på 1650-talet uppförts som bostad åt Johan Rosenlund. Huset blev dock snart för trångt, och 1835 stod ett nytt skolhus på den gamla tomten vid Stortorget färdigt och kunde tas i bruk. 1862 utvidgades övervåningen och det lilla gymnastikhuset på gården ersattes 1862 med en ny stenbyggnad med plats för såväl bibliotek som gymnastiksal, vaktmästarbostad samt lärosalar för teckning, sång och kemi. 
Från 1878 benämnt Kalmar högre allmänna läroverk. 1966 kommunaliserades skolan och fick därefter namnet Stagneliusskolan. Studentexamen gavs från denna infördes i landet 1864 till 1968 och realexamen från 1907 till omkring 1967.

## Tidigare elever
- Wulff Fürstenberg (1891-1990) lärare, författare, översättare, skribent
- Hans Villius, (1923–2012) svensk historiker, författare och TV–personlighet
- Ivar Kreuger (1880–1932), även kallad "Tändstickskungen", finansman och grundare av Kreugerkoncernen
- Ola Magnell, (1942-2019) sångare och låtskrivare
- Kristina Wayborn, född Britt-Inger Johansson, skådespelerska i USA. Har bland annat spelat bondbruden Magda i Octopussy (1983)
- Richard Hobert, filmregissör som bland annat regisserat De sju dödssynderna